# 59e Legerkorps (Wehrmacht)
Het Duitse 59e Legerkorps (Duits: Generalkommando LIX. Armeekorps) was een Duits legerkorps van de Wehrmacht tijdens de Tweede Wereldoorlog. Het korps was alleen in actie aan het oostfront. 

## Krijgsgeschiedenis

### Oprichting
Het 59e Legerkorps werd opgericht op 20 januari 1942 door het omdopen van het  Höheres Kommando z.b.V. LIX.

### 1942

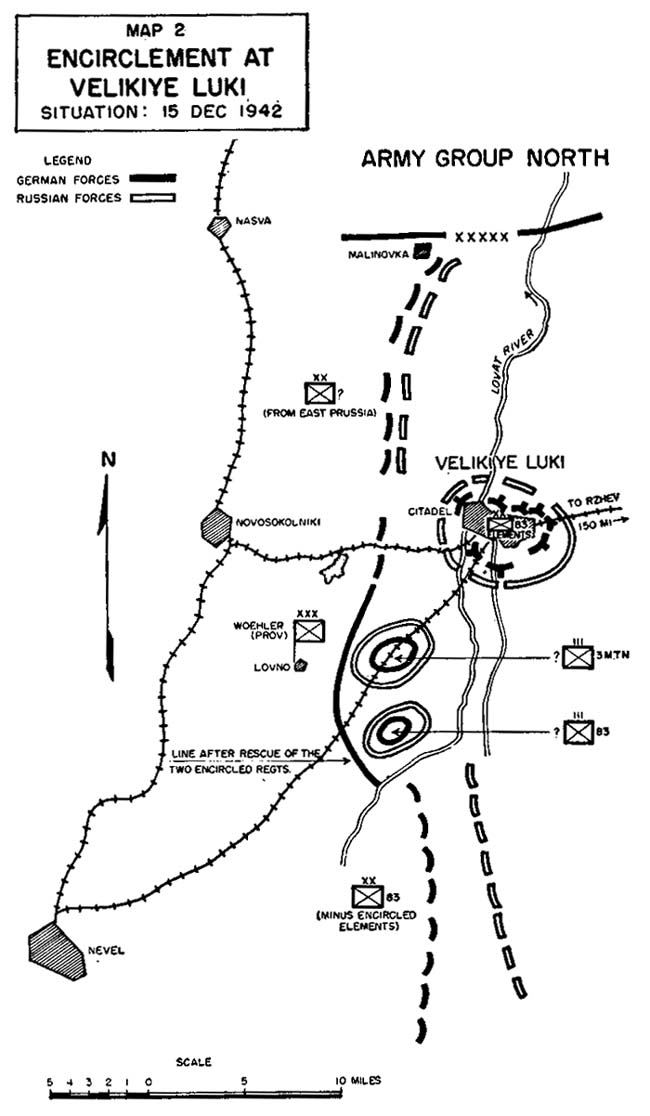
Situatie na de eerste Sovjet aanval

Het Korps kreeg zijn nieuwe naam op de dag van aankomst bij het centrale deel van het Oostfront. De volgende dag volgde een verplaatsing naar Velikieje Loeki, waar het ingezet werd voor de constructie van de verdediging rond deze plaats. Het Rode Leger rukte in zijn winteroffensief via Ostasjkov naar Toropets op en bedreigde de gehele noordflank van Heeresgruppe Mitte. Het korps kreeg de opdracht dit te stoppen. Hiervoor kreeg het korps de beschikking over de 403e Sicherungsdivisie, de totaal uitgebluste 81e Infanteriedivisie en de zich nog deels vanuit Frankrijk op weg bevindende 83e Infanteriedivisie. De steden Velikieje Loeki, Velizj en Demidov werden gebruikt als golfbrekers tegen de Sovjets. Na zware gevechten lukte het korps pas de Sovjets begin maart 1942 definitief te stoppen. Maar de gevechten gingen, weliswaar in verminderde intensiteit, nog door tot mei 1942. Het korps nam deel aan Operatie "Schnepfenstrich" (anti-partizaan acties rond Velikieje Loeki) van 15 tot 18 mei 1942. Tussen mei en november 1942 nam het korps deel aan offensieve operaties rond Sosnovka en in november 1942 voerde het voorbereidingen uit voor Operatie "Taubenschlag" (geplande maar niet uitgevoerde operatie van het 11e Leger tegen Toropets). Op 28 juni 1942 beschikte het korps over de 83e, 205e en 330e Infanteriedivisies. Het korps was op 16 oktober 1942 omgedoopt (geüpgraded) naar Gruppe v. d. Chevallerie en bleef zo heten tot januari 1943. Op 24 november trad het Sovjet 3e Stoottroepenleger aan voor een aanval aan weerszijden van Velikieje Loeki. Drie dagen later was het front van de Duitse 83e Infanteriedivisie doorbroken, was de stad omsingeld en was 1 regiment van de divisie in de stad omsingeld. Het garnizoen van ruim 7000 man kreeg geen toestemming uit te breken. De Duitsers probeerden de stad te ontzetten, met o.a. de 8e Pantserdivisie en de 20e Gemotoriseerde Divisie. Maar alle pogingen van de Gruppe v. d. Chevallerie faalden. Uiteindelijk moest de bezetting zich, na 52 dagen standgehouden te hebben, op 16 januari 1943 overgeven. 

### 1943
Het korps had bloedige verliezen geleden en had zijn frontlinie duidelijk naar het westen moeten verschuiven. Het korps had nu zijn front noordoostelijk van Nevel. Tussen 22 april en 24 mei 1943 nam het korps deel aan verschillende anti-partizaan operaties, zoals Unternehmen "Keulenschlag", "Tintenfisch" en "Maikatze". Het bleef in deze positie bij Nevel tot 10 september 1943, toen het korps verplaatst werd naar Tsjernigov voor reorganisatie en defensieve acties langs de Desna. Op 20 september beschikte het korps over de 2e Pantserdivisie (in aanvoer), de 8e Pantserdivisie en de 217e Infanteriedivisie. Vrijwel meteen moest het korps onder Sovjet druk terugtrekken naar het gebied rond Tsjernobyl. En vanaf daar verder terug in november naar Korosten. Op 17 november ging Korosten verloren aan het 60e Sovjet Leger, maar het korps heroverde met een tegenoffensief tussen 24 en 27 november de stad. Op 26 december 1943 stonden de 91e Infanteriedivisie en Korps-Abteilung C onder bevel. Een maand lang kon het korps deze stad houden, maar een nieuw Sovjet offensief op 28 december noodzaakte het korps de stad op te geven. Het jaar 1943 eindigde voor het korps rond Kryvotyn. 

### 1944

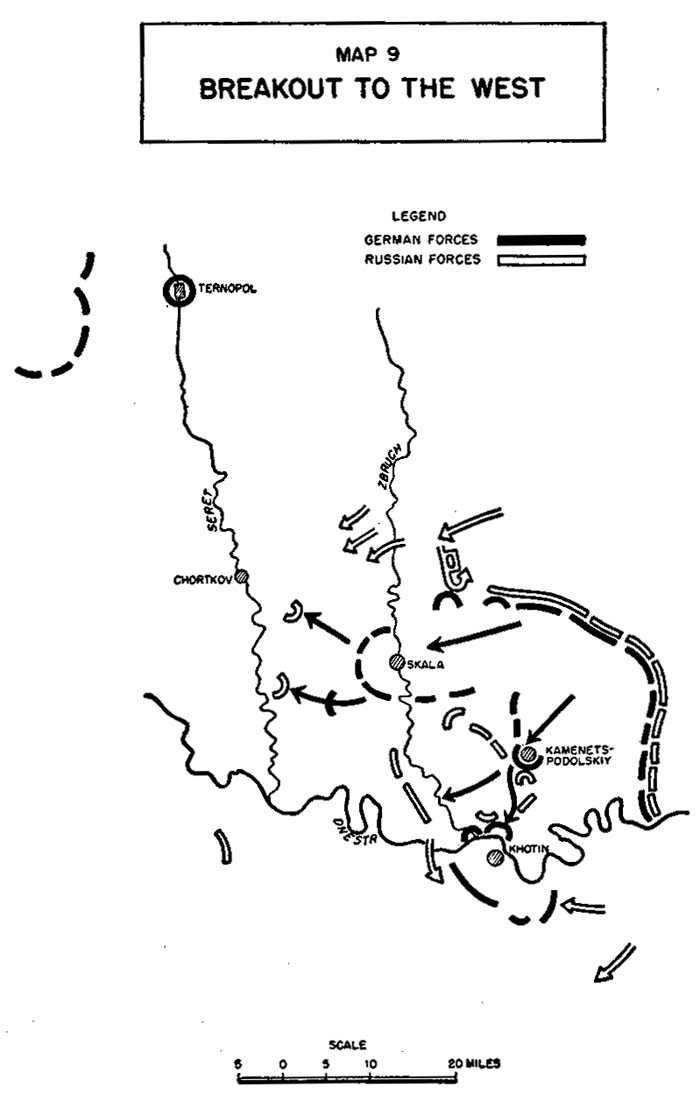
Duitse uitbraak uit de Hube-pocket

Rond midden januari verdedigde het korps rond Schepetowka, gevechten die tot ver in februari voortduurden. Bij het begin van het Sovjet Proskuriv–Chernovitsy Offensief, op 4 maart, bevond het korps zich rond Starokostiantyniv en werd meteen aangevallen. De linkervleugel moest wijken en verbinding met de linkerbuur (4e Pantserleger) ging verloren. Nu werd het korps in de pocket van Kamenetz-Podolsk ofwel “Hube-pocket” gedrongen. De commandant van het korps nam ook het 24e Pantserkorps onder zijn hoede, tezamen (opnieuw) Gruppe v. d. Chevallerie genoemd. Deze Gruppe voerde de hoofdstoot uit richting het westen, uit de omsingeling. Op 6 april werd de aansluiting met het tegemoetkomende 2e SS-Pantserkorps hersteld. En op 12 april was de uitbraak definitief een feit. Op dezelfde dag werd Gruppe v. d. Chevallerie weer omgedoopt in 59e Legerkorps. Het korps nam een frontdeel op zich ten oosten van Stanyslaviv. Tijdens de Sovjet Lviv-Sandomierz Operatie van 13 juli tot 29 augustus 1944, stond het korps niet in het brandpunt maar werd wel naar achteren gedrongen. De terugtocht volgde via Jarosław,  Dębica naar Tarnów. Ten noorden van deze stad stabiliseerde het front zich eind augustus. Het korps had een frontstuk te verdedigen, met de noordelijk flank rustend tegen de Weichsel. Hier bleef het korps tot midden januari 1945. De laatste drie maanden van het jaar beschikte het korps over de 371e en 359e Infanteriedivisies en de 544e Volksgrenadierdivisie.

### 1945
Op 12 januari 1945 barstte het Sovjet Weichsel-Oderoffensief los. In eerste instantie werd het korps niet sterk aangevallen, aangezien het niet op de hoofdaanvals-as lag. Maar vanaf 17 januari moest de algemene terugtocht mee aanvaard worden. Rond 2 februari lag de frontlijn net oost van Mährisch Ostrau. Hier kon het korps weer ruim twee maanden standhouden met een op papier behoorlijke troepenmacht, op 12 april bestaande uit de 544e Volksgrenadierdivisie, de 16e en 19e Pantserdivisies, de 715e Infanteriedivisie en de 4e Bergdivisie. Op 25 april openden de Sovjets de aanval in dit gebied en op 30 april moest het korps Mährisch Ostrau ontruimen. Er volgde een terugtocht naar Olomouc, waar het korps zich rond 7 mei bevond. Getracht werd nog de westelijke linies te bereiken, maar dat mislukte.

Het korps capituleerde op 9 mei 1945 aan de Sovjets, ten noordwesten van Olomouc.

## Bovenliggende bevelslagen
| Leger              | Legergroep               | Plaats/regio                     | Begin             | Eind             |
| ------------------ | ------------------------ | -------------------------------- | ----------------- | ---------------- |
| Direct onder bevel | Heeresgruppe Mitte       | Velikieje Loeki, Velizj          | 20 januari 1942   | 1 februari 1942  |
| 3. Panzerarmee     | Heeresgruppe Mitte       | Velikieje Loeki, Velizj          | 1 februari 1942   |                  |
| Direct onder bevel | Heeresgruppe Mitte       | Velikieje Loeki, Velizj          | mei 1942          | 6 november 1942  |
| 11. Armee          | Heeresgruppe Mitte       | Velikieje Loeki, Velizj          | 6 november 1942   | 21 november 1942 |
| 3. Panzerarmee     | Heeresgruppe Mitte       | Velikieje Loeki, Velizj, Nevel   | 21 november 1942  |                  |
| 4. Panzerarmee     | Heeresgruppe Süd         | Tsjernigov, Tsjernobyl, Korosten | 10 september 1943 | 4 maart 1944     |
| 1. Panzerarmee     | Heeresgruppe Süd         | Kamenetz-Podolsk                 | 4 maart 1944      | 4 april 1944     |
| 1. Panzerarmee     | Heeresgruppe Nordukraine | Kamenetz-Podolsk                 | 4 april 1944      | augustus 1944    |
| 17. Armee          | Heeresgruppe Nordukraine | Stanyslaviv, Tarnów              | augustus 1944     |                  |
| 17. Armee          | Heeresgruppe Nordukraine | Tarnów                           | oktober 1944      | 28 januari 1945  |
| 1. Panzerarmee     | Heeresgruppe Mitte       | Mährisch Ostrau, Olomouc         | 29 januari 1945   | 9 mei 1945       |

## Commandanten
| Rang                       | Naam                     | Begin                       | Eind            |
| -------------------------- | ------------------------ | --------------------------- | --------------- |
| General der Infanterie     | Kurt von der Chevallerie | 20 januari 1942             | 26 juni 1942    |
| Generalleutnant            | Carl Hilpert             | 26 juni 1942                | 25 juli 1942    |
| General der Infanterie     | Kurt von der Chevallerie | 25 juli 1942                | 17 januari 1943 |
| General der Panzertruppen  | Erich Brandenberger      | 17 januari 1943             | 15 maart 1943   |
| General der Infanterie     | Kurt von der Chevallerie | 15 maart 1943               | 4 februari 1944 |
| General der Infanterie     | Friedrich Schulz         | 8 februari 1944             | 21 maart 1944   |
| Generalleutnant            | Edgar Röhricht           | 21 maart 1944               | 2 juni 1944     |
| Generalleutnant            | Friedrich-Wilhelm Müller | 2 juni 1944                 | 10 juni 1944    |
| General der Infanterie     | Edgar Röhricht           | 10 juni 1944                | 29 januari 1945 |
| Generalleutnant            | Joachim von Tresckow     | 29 januari 1945 (tijdelijk) | 1 februari 1945 |
| General der Gebirgstruppen | Georg Ritter von Hengl   | (nooit begonnen)            |                 |
| Generalleutnant            | Ernst Sieler             | februari 1945               | 9 mei 1945      |